# Římskokatolická farnost Borová
Římskokatolická farnost Borová je územním společenstvím římských katolíků v litomyšlském vikariátu královéhradecké diecéze. Farnost je od roku 2012 vedena P. Mgr. Milanem Romportlem, nejprve jako administrátorem farnosti, od ledna 2021 je jejím farářem.

## O farnosti

### Historie
Kostel v Borové je prvně písemně připomínán v roce 1350 jako farní, později se stal filiálním k Poličce, farnost byla obnovena v roce 1786. K 1. lednu 2006 byla dříve samostatná farnost Telecí připojená k území farnosti Borová.
| Fotografie | Kostel                                   | Místo       | Bohoslužba                         | Bohoslužba                         | Poznámka        |
| ---------- | ---------------------------------------- | ----------- | ---------------------------------- | ---------------------------------- | --------------- |
|            | Kostel svaté Markéty, panny a mučednice  | Borová      | neděle úterý až sobota             | 08.00 17.30 v zimě, 18.00 v létě   | farní kostel    |
|            | Kostel svaté Kateřiny, panny a mučednice | Borová      | neděle                             | 11.30                              | filiální kostel |
|            | Kaple svatého Jana Nepomuckého           | Borová      | poutní mše 1x ročně v neděli 14.30 | poutní mše 1x ročně v neděli 14.30 | kaple           |
|            | Kostel svatého Bartoloměje, apoštola     | Pustá Rybná | 2x ročně                           | 2x ročně                           | filiální kostel |
|            | Kostel svaté Marie Magdalény             | Telecí      | neděle                             | 10.00                              | filiální kostel |
|            | Obecní kaple                             | Lačnov      | poutní mše 1x ročně v neděli 14.30 | poutní mše 1x ročně v neděli 14.30 | kaple           |
|            | Kaple svatého Františka z Assisi         | Oldřiš      | neslouží se pravidelně             | neslouží se pravidelně             | kaple           |